# Gedrosia

Mapa del Imperio aqueménida con la división en satrapías (ca. 500 a. C.)

Gedrosia estaba situada al este de Carmania, y al sur de Aracosia y Drangiana.

Gedrosia  (griego: Γεδρωσία) es el nombre de una histórica región de Asia central. Sus límites en tiempos clásicos eran el río Indo, al este, y el desierto de Makrán, al oeste, y estaba bañada al sur por el océano Índico. En la actualidad la zona se denomina Baluchistán y en su mayor parte pertenece políticamente a Pakistán.
Se trata de una región seca y montañosa, habitada desde la Edad del Bronce por poblaciones asentadas en los escasos oasis dispersos por el territorio. La escasez de recursos obligaba a sus pobladores a buscar sustento en el mar, por lo cual los griegos llegaron a denominarlos ictiófagos (comedores de peces), un nombre cuyo equivalente persa (Mahi khoran) puede verse reflejado en el topónimo Makran.
El país fue conquistado por Ciro II, primer rey aqueménida. Gedrosia formó desde entonces parte del Imperio persa aqueménida, siendo una de sus satrapías más orientales, limitando al oeste con Carmania, al norte con Aracosia y Drangiana, y al este con los dispersos estados indios existentes antes de la unificación de Asoka. Su capital era la ciudad real de Pura, identificada con la actual Bampur. Heródoto menciona después a los ictiófagos como espías usados por Cambises II, hijo de Ciro II, contra los etíopes macrobios e intermediarios de Cambises ante su rey.
Durante la conquista del Imperio aqueménida por parte de Alejandro Magno, Gedrosia fue sometida, tras la retirada macedonia desde el valle del Indo, por el contingente terrestre comandado por el propio Alejandro, quien sufrió considerables pérdidas al atravesar esta inhóspita región antes de llegar a Carmania, en ruta hacia Susa.
- Datos: Q1348342
- Multimedia: Gedrosia / Q1348342